# Oceanborn
Oceanborn (с англ. — «Рождённый океаном») — второй студийный альбом финской симфоник-метал-группы Nightwish. Его релиз состоялся в октябре 1998 года.

## Стиль
Стиль музыки остался в целом таким же, как на дебютном альбоме группы Angels Fall First: быстрый и мелодичный пауэр-метал с элементами симфонического метала, большим количеством синтезаторных проигрышей и академическим сопрано Тарьи Турунен. Однако качество записи альбома стало выше, а гитарные риффы стали менее тяжёлыми, чем у дебютного альбома группы. В композициях «The Pharaoh Sails to Orion» и «Devil and the Deep Dark Ocean» используются грубый мужской вокал — гроулинг и вокальный дуэт «красавица и чудовище». Как писал Мапе Оллила в своей биографии группы:

Наравне с Theli от Therion, этот альбом стал известен как один из краеугольных камней зарождающегося жанра симфоник-метал.

Тексты альбома по сравнению с предшественником стали более фэнтези-ориентированными. Фэнтези посвящены такие композиции как «Swanheart», «Walking in the Air», «Devil and the Deep Dark Ocean» и «The Pharaoh Sails to Orion». «Passion and the Opera» и «Gethsemane» посвящены религии, а «Stargazers», «Sacrament of Wilderness» и «Sleeping Sun» — природе.

## Список композиций
Слова и музыка всех песен — (если не указано иначе) Туомас Холопайнен.
| №   | Название                                                       | Длительность |
| --- | -------------------------------------------------------------- | ------------ |
| 1.  | «Stargazers»                                                   | 4:28         |
| 2.  | «Gethsemane»                                                   | 5:22         |
| 3.  | «Devil & the Deep Dark Ocean»                                  | 4:46         |
| 4.  | «Sacrament of Wilderness» (Туомас Холопайнен и Эмппу Вуоринен) | 4:12         |
| 5.  | «Passion and the Opera»                                        | 4:50         |
| 6.  | «Swanheart»                                                    | 4:44         |
| 7.  | «Moondance»                                                    | 3:31         |
| 8.  | «The Riddler»                                                  | 5:16         |
| 9.  | «The Pharaoh Sails to Orion»                                   | 6:26         |
| 10. | «Walking in the Air» (Говард Блейк, Туомас Холопайнен)         | 5:31         |
| 11. | «Sleeping Sun» (бонусный трек)                                 | 4:05         |
| 12. | «Nightquest» (бонусный трек)                                   | 4:16         |

| №   | Название                                        | Длительность |
| --- | ----------------------------------------------- | ------------ |
| 13. | «Sleeping Sun» (Live/Bonus track)               | 4:32         |
| 14. | «Swanheart» (Live/Bonus track)                  | 3:55         |
| 15. | «The Pharaoh Sails to Orion» (Live/Bonus track) | 6:45         |

## Позиции в чартах
| Чарт                                | Позиция |
| ----------------------------------- | ------- |
| Финляндия (Suomen virallinen lista) | 5       |
| Германия (Offizielle Top 100)       | 74      |

## Сертификация
| Страна    | Статус  | И.     |
| --------- | ------- | ------ |
| Финляндия | Платина | [ 13 ] |

## Участники записи
- Туомас Холопайнен — композитор, синтезатор
- Эмппу Вуоринен — гитара
- Юкка Невалайнен — ударные
- Тарья Турунен — вокал
- Сами Вянскя — бас-гитара
- Тапио Вильска — гроулинг в композициях «Devil & The Deep Dark Ocean» и «The Pharaoh Sails to Orion»

Художник обложки альбома — Маркус Майер.